# Luan-che
Luan-che (čínsky pchin-jinem 'Luán Hé', znaky 滦河) je řeka na území autonomní oblasti Vnitřní Mongolsko a v provincii Che-pej na severovýchodě ČLR. Je 877 km dlouhá. Povodí má rozlohu 44 900 km².

## Průběh toku
Pramení na planině Wej-čchang. Protéká skrze pohoří Že-že, přičemž překonává říční prahy a vytváří peřeje. Ústí do zálivu Po-chaj Žlutého moře.

## Vodní stav
Průměrný roční průtok vody poblíž ústí činí 140 m³/s. V létě dochází k záplavám. Unáší velké množství pevných částic (6,3 kg/m³)

## Využití
Na řece je možná vodní doprava na džunkách.